# Las Mujeres Ya No Lloran
Albums de Shakira
Shakira In Concert: El Dorado World Tour
(2019)
Singles
1. Te Felicito
Sortie : 21 avril 2022
2. Monotonía
Sortie : 19 octobre 2022
3. Acróstico
Sortie : 11 mai 2023
4. Copa Vacía
Sortie : 29 juin 2023
5. El Jefe
Sortie : 20 septembre 2023
6. Puntería
Sortie : 22 mars 2024
7. (Entre Paréntesis)
Sortie : 25 mars 2024

Las Mujeres Ya No Lloran est le douzième album studio de l'auteure-compositrice-interprète colombienne Shakira, sorti le 22 mars 2024.

## Histoire
Las Mujeres Ya No Lloran revient sur la transformation qu'elle traverse depuis la sortie de son dernier album,. Elle décrit le processus créatif comme "alchimique". Au fur et à mesure qu'elle écrivait des chansons, elle « se reconstruisait » et les chanter transformait ses larmes « en diamants » et sa « vulnérabilité en force ». Le titre de l'album est extrait des paroles de sa collaboration avec le producteur argentin Bizarrap (2023). Le 15 février 2024, elle annonce officiellement sur les réseaux sociaux la sortie du disque et des précommandes. L'album comprend 16 titres, dont sept sont déjà sortis en singles : "Te Felicito", "Monotonía", "Shakira: Bzrp Music Sessions, Vol. 53", "TQG", "Acróstico", "Copa Vacía", et "El Jefe".

## Pistes audio
| Las Mujeres Ya No Lloran – Éditions physiques | Las Mujeres Ya No Lloran – Éditions physiques                               | Las Mujeres Ya No Lloran – Éditions physiques                                                   | Las Mujeres Ya No Lloran – Éditions physiques             | Las Mujeres Ya No Lloran – Éditions physiques | Las Mujeres Ya No Lloran – Éditions physiques | Las Mujeres Ya No Lloran – Éditions physiques | Las Mujeres Ya No Lloran – Éditions physiques | Las Mujeres Ya No Lloran – Éditions physiques | Las Mujeres Ya No Lloran – Éditions physiques |
| No                                            | Titre                                                                       | Auteur                                                                                          | Producteur(s)                                             | Durée                                         |                                               |                                               |                                               |                                               |                                               |
| --------------------------------------------- | --------------------------------------------------------------------------- | ----------------------------------------------------------------------------------------------- | --------------------------------------------------------- | --------------------------------------------- | --------------------------------------------- | --------------------------------------------- | --------------------------------------------- | --------------------------------------------- | --------------------------------------------- |
| 1.                                            | Puntería (avec Cardi B)                                                     | - David Stewart - Shakira - Carolina Colón - Belcaliz Almanzar - Daniela Blau                   | - David Stewart - Shakira                                 | 3:01                                          |                                               |                                               |                                               |                                               |                                               |
| 2.                                            | La Fuerte (avec Bizarrap)                                                   | - Shakira - Gonzalo Conde - Santiago Alvarado - Kevyn Cruz - Alberto Meléndez - Leonardo Zapata | - Bizarrap - Shakira                                      | 2:44                                          |                                               |                                               |                                               |                                               |                                               |
| 3.                                            | Tiempo Sin Verte                                                            | - Shakira - Marcos Masís - Abner Cordero - Richi López - Elena Rose - Meléndez                  | - Tainy - Albert Hype - Shakira                           | 3:16                                          |                                               |                                               |                                               |                                               |                                               |
| 4.                                            | Cohete (avec Rauw Alejandro)                                                | - Shakira - Rauw Alejandro - David A. Sprecher - Mario Cáceres - Vicente Jiménez                | - Shakira - Yeti Beats - TROY NōKA                        | 2:52                                          |                                               |                                               |                                               |                                               |                                               |
| 5.                                            | (Entre Paréntesis) (avec Grupo Frontera)                                    | - Shakira - Cruz - Edgar Barrera - Yohanes Manuel - Lenin Palacios                              | - Edge - KEITYN - Shakira                                 | 2:48                                          |                                               |                                               |                                               |                                               |                                               |
| 6.                                            | Cómo Dónde y Cuándo                                                         | - Meléndez - Shakira - Servando Primera - Rafa Rodríguez - Daniel Rondón                        | - Albert Hype - Shakira                                   | 2:59                                          |                                               |                                               |                                               |                                               |                                               |
| 7.                                            | Nassau                                                                      | - Shakira - Masís - Meléndez - The Roommates - Aldae - Colón - Blau - Cruz - Taylor Parks       | - Tainy - Albert Hype - The Roommates - Shakira           | 2:36                                          |                                               |                                               |                                               |                                               |                                               |
| 8.                                            | Última                                                                      | - Cristian Álvarez - Cruz - Shakira                                                             | - Ciey - Shakira                                          | 2:58                                          |                                               |                                               |                                               |                                               |                                               |
| 9.                                            | Te Felicito (avec Rauw Alejandro)                                           | - Santiago Múnera - Palacios - Cruz - Andrés Uribe - Andrés Acosta - Raúl Ocasio - Shakira      | - Shakira - KEITYN - Albert Hype - Ily Wonder - L.E.X.U.Z | 2:52                                          |                                               |                                               |                                               |                                               |                                               |
| 10.                                           | Monotonía (avec Ozuna)                                                      | - Shakira - Juan Carlos Ozuna - Meléndez - Alejandro Robledo - Álvarez - Cruz - Sergio Robledo  | - Shakira - KEITYN - Albert Hype - Ciey - Noise Up        | 2:41                                          |                                               |                                               |                                               |                                               |                                               |
| 11.                                           | Shakira: BZRP Music Sessions, Vol. 53 (avec Bizarrap)                       | - Shakira - Cruz - Conde - Santiago Alvarado                                                    | Bizarrap                                                  | 3:37                                          |                                               |                                               |                                               |                                               |                                               |
| 12.                                           | TQG (avec Karol G)                                                          | - Carolina Giraldo - Shakira - Cruz - Daniel Echavarría                                         | Ovy on the Drums                                          | 3:19                                          |                                               |                                               |                                               |                                               |                                               |
| 13.                                           | Acróstico (avec Milan + Sasha)                                              | - Shakira - Cruz - Luis Ochoa - Palacios                                                        | - Shakira - L.E.X.U.Z                                     | 2:51                                          |                                               |                                               |                                               |                                               |                                               |
| 14.                                           | Copa Vacía (avec Manuel Turizo)                                             | - Colón - Blau - Shakira - Dallas Koehke - Juan Medina - Julián Turizo - Miguel Martínez        | - Shakira - DallasK - Slow Mike                           | 2:54                                          |                                               |                                               |                                               |                                               |                                               |
| 15.                                           | El Jefe (avec Fuerza Regida)                                                | - Shakira - Cruz - Barrera - Manuel Lorente - Juan Vargas                                       | - Shakira - Edge - KEITYN                                 | 2:50                                          |                                               |                                               |                                               |                                               |                                               |
| 16.                                           | Shakira: Bzrp Music Sessions, Vol. 53 (Tiësto remix; Bizarrap avec Shakira) | - Shakira - Cruz - Conde - Alvarado                                                             | - Tiësto - Bizarrap                                       | 3:36                                          |                                               |                                               |                                               |                                               |                                               |
| 48:00                                         |                                                                             |                                                                                                 |                                                           |                                               |                                               |                                               |                                               |                                               |                                               |

| Las Mujeres Ya No Lloran – Édition Numérique | Las Mujeres Ya No Lloran – Édition Numérique | Las Mujeres Ya No Lloran – Édition Numérique  | Las Mujeres Ya No Lloran – Édition Numérique | Las Mujeres Ya No Lloran – Édition Numérique | Las Mujeres Ya No Lloran – Édition Numérique | Las Mujeres Ya No Lloran – Édition Numérique | Las Mujeres Ya No Lloran – Édition Numérique | Las Mujeres Ya No Lloran – Édition Numérique | Las Mujeres Ya No Lloran – Édition Numérique |
| No                                           | Titre                                        | Auteur                                        | Producteur(s)                                | Durée                                        |                                              |                                              |                                              |                                              |                                              |
| -------------------------------------------- | -------------------------------------------- | --------------------------------------------- | -------------------------------------------- | -------------------------------------------- | -------------------------------------------- | -------------------------------------------- | -------------------------------------------- | -------------------------------------------- | -------------------------------------------- |
| 17.                                          | Puntería (vinyl version; avec Cardi B)       | - Stewart - Shakira - Colón - Almanzar - Blau | - David Stewart - Shakira                    | 3:09                                         |                                              |                                              |                                              |                                              |                                              |
| 51:13                                        |                                              |                                               |                                              |                                              |                                              |                                              |                                              |                                              |                                              |

## Certifications
| Région ou pays | Certification | Ventes/unités |
| -------------- | ------------- | ------------- |
| États-Unis     | 7 × Platine   | 420 000       |